# Эрнандес, Александр
Алекса́ндр Ксавье́р Эрна́ндес (англ. Alexander Xavier Hernandez; род. 1 октября 1992, Сент-Луис, Миссури, США) — американский боец смешанного стиля. На данный момент выступает в Ultimate Fighting Championship (UFC) в легком и полулёгком весе. Бывший чемпион Hero FC в лёгком весе.

## Биография
Эрнандес начал заниматься борьбой в возрасте 13 лет и начал тренироваться в других боевых искусствах по мере обучения. После окончания средней школы Рейгана поступил в колледж, где получил степень бакалавра в области бизнес-финансов в Техасском университете в Сан-Антонио. Эрнандес работал специалистом по ипотечным кредитам, пока восстанавливался после травмы передней коллатеральной связки и мениска.

## Титулы и достижения

### Ultimate Fighting Championship
- «Выступление вечера» (дважды) против Бенеила Дариуша и Криса Гритцмокера
- «Лучший бой вечера» (один раз) против Дональда Серроне

### UFC.com Awards
- Сенсация года против Бенила Дариуша и второе место среди новичков года (2018)

### Hero Fighting Championship
- Чемпион Hero FC в легком весе (один раз, бывший)

### MMADNA.nl
- Дебют года в UFC (2018)

## Статистика в смешанных единоборствах
| Боёв 25  | Побед 17 | Поражений 8 |
| -------- | -------- | ----------- |
| Нокаутом | 7        | 3           |
| Сдачей   | 2        | 1           |
| Решением | 8        | 4           |

| Результат | Рекорд | Соперник           | Способ                 | Турнир                                 | Дата             | Раунд | Время | Место                     | Примечание                                               |
| --------- | ------ | ------------------ | ---------------------- | -------------------------------------- | ---------------- | ----- | ----- | ------------------------- | -------------------------------------------------------- |
| Победа    | 17-8   | Чейз Хупер         | TKO (удары)            | UFC 319                                | 16 августа 2025  | 3     | 4:58  | Чикаго, Иллинойс, США     |                                                          |
| Победа    | 16-8   | Курт Холобо        | Единогласное решение   | UFC Fight Night: Веттори vs. Долидзе 2 | 16 марта 2025    | 3     | 5:00  | Лас-Вегас, Невада, США    |                                                          |
| Победа    | 15–8   | Остин Хаббард      | Раздельное решение     | UFC 307                                | 5 октября 2024   | 3     | 5:00  | Солт-Лейк-Сити, Юта, США  | Вернулся в лёгкий вес                                    |
| Поражение | 14–8   | Деймон Джексон     | Раздельное решение     | UFC Fight Night: Аллен vs. Кёртис 2    | 6 апреля 2024    | 3     | 5:00  | Лас-Вегас, Невада, США    | Бой в промежуточном весе (147,5), Эрнандес не сделал вес |
| Поражение | 14–7   | Билл Алджио        | Единогласное решение   | UFC Fight Night: Доусон vs. Грин       | 7 октября 2023   | 3     | 5:00  | Лас-Вегас, Невада, США    |                                                          |
| Победа    | 14–6   | Джим Миллер        | Единогласное решение   | UFC Fight Night: Андради vs. Блэнчфилд | 18 февраля 2023  | 3     | 5:00  | Лас-Вегас, Невада, США    | Бой в лёгком весе (вышел на замену выбывшего бойца)      |
| Поражение | 13–6   | Билли Куарантилло  | TKO (удары)            | UFC 282                                | 10 декабря 2022  | 2     | 4:30  | Лас-Вегас, Невада, США    | Вернулся в полулёгкий вес                                |
| Поражение | 13–5   | Ренату Мойкану     | Сдача (удушение сзади) | UFC 271                                | 12 февраля 2022  | 2     | 1:23  | Хьюстон, Техас, США       |                                                          |
| Победа    | 13–4   | Майк Бриден        | KO (удар)              | UFC Fight Night: Сантус vs. Уокер      | 2 октября 2021   | 1     | 1:20  | Лас-Вегас, Невада, США    | Бой в промежуточном весе (158,5), Бриден не сделал вес   |
| Поражение | 12–4   | Тиагу Мойзес       | Единогласное решение   | UFC Fight Night: Розенстрайк vs. Ган   | 27 февраля 2021  | 3     | 5:00  | Лас-Вегас, Невада, США    |                                                          |
| Победа    | 12–3   | Крис Гритцмокер    | KO (удары)             | UFC Fight Night: Холл vs. Силва        | 31 октября 2020  | 1     | 1:46  | Лас-Вегас, Невада, США    | «Выступление вечера» (2)                                 |
| Поражение | 11–3   | Дрю Добер          | TKO (удары)            | UFC Fight Night: Смит vs. Тейшейра     | 13 мая 2020      | 2     | 4:25  | Джексонвилл, Флорида, США |                                                          |
| Победа    | 11–2   | Франсиску Триналду | Единогласное решение   | UFC on ESPN: Дус Анжус vs. Эдвардс     | 20 июля 2019     | 3     | 5:00  | Сан-Антонио, Техас, США   |                                                          |
| Поражение | 10–2   | Дональд Серроне    | TKO (удары)            | UFC Fight Night: Сехудо vs. Диллашоу   | 19 января 2019   | 2     | 3:43  | Бруклин, Нью-Йорк, США    | «Лучший бой вечера» (1)                                  |
| Победа    | 10–1   | Оливье Обен-Мерсье | Единогласное решение   | UFC on Fox: Альварес vs. Порье 2       | 28 июля 2018     | 3     | 5:00  | Калгари, Альберта, Канада |                                                          |
| Победа    | 9–1    | Бенеил Дариюш      | KO (удар)              | UFC 222                                | 3 марта 2018     | 1     | 0:42  | Лас-Вегас, Невада, США    | «Выступление вечера» (1)                                 |
| Победа    | 8–1    | Деррик Эдкинс      | TKO (punches)          | LFA 27                                 | 10 ноября 2017   | 3     | 1:53  | Шони, Оклахома, США       | Бой в промежуточном весе (160), Эдкинс не сделал вес     |
| Победа    | 7–1    | Крис Пекеро        | Сдача (удушение сзади) | RFA 41                                 | 29 июля 2016     | 1     | 1:27  | Сан-Антонио, Техас, США   |                                                          |
| Победа    | 6–1    | Родриго Сотело мл. | Сдача (удушение сзади) | Hero FC: Best of the Best 6            | 26 сентября 2015 | 1     | 4:44  | Эль-Пасо, Техас, США      | Завоевал титул чемпиона Hero FC в лёгком весе            |
| Победа    | 5–1    | Джейкоб Капелли    | Единогласное решение   | Hero FC: Best of the Best 4            | 17 января 2015   | 3     | 3:00  | Браунсвилл, Техас, США    |                                                          |
| Победа    | 4–1    | Мартин Уокер       | TKO (удары)            | Hero FC: Best of the Best 3            | 12 сентября 2014 | 1     | 2:59  | Браунсвилл, Техас, США    | Дебют в лёгком весе                                      |
| Победа    | 3–1    | Джоэл Скотт        | Единогласное решение   | Hero FC: Texas Pride                   | 28 сентября 2013 | 3     | 3:00  | Бомонт, Техас, США        |                                                          |
| Поражение | 2–1    | Джамалл Эммерс     | Раздельное решение     | Hero FC: Pride of the Valley 2         | 21 июня 2013     | 3     | 5:00  | Фарр, Техас, США          |                                                          |
| Победа    | 2–0    | Дэвид Салазар      | TKO (удары)            | El Orgullo del Valle                   | 16 марта 2013    | 1     | 0:34  | Фарр, Техас, США          |                                                          |
| Победа    | 1–0    | Димитре Айви       | Единогласное решение   | Kickass Productions                    | 20 октября 2012  | 3     | 3:00  | Сегин, Техас, США         | Дебют в полулёгком весе                                  |